# Milan Tabacovici
Emilian Tabaković, română Milan Tabacovici, (n. 2/14 august 1860, Arad, d. 10 septembrie 1946, Novi Sad) a fost un arhitect arădean, de etnie sârbă.

## Biografie
S-a născut în Arad, într-o familie interesată de cultură și artă. A terminat școala elementară și gimnaziul la locul său de naștere. Sub influența fratelui său Alexander, sa înscris la studii de arhitectură în Budapesta. În timpul studiilor, trebuia să lucreze la clădiri și birouri de arhitectură. În acest fel, el a câștigat experiență și a îndeplinit toate etapele din industria construcțiilor. După absolvirea Departamentului de arhitectură al Facultății tehnice din Budapesta, a petrecut doi ani ca bursier în Camera de Comerț din Arad pe o călătorie de studiu. În timpul acestei călătorii, el sa familiarizat cu realizările arhitecturale de atunci din capitalele Germaniei, Franței și Angliei. La întoarcerea de la călătorie, a lucrat pentru o perioadă scurtă de timp într-un birou de arhitectură. Deja în 1892, și-a deschis propriul birou de proiect. El a fost angajat în proiectare, și mai târziu în afaceri de afaceri. Cu soția sa, Julko (născut Petrovic), avea trei copii - fiii lui Djordje, Ivan și fiica lui Olga. În 1930, sa mutat împreună cu familia sa în Novi Sad, unde a rămas pentru tot restul vieții.
A murit în 1946. Este îngropat în cimitirul Almaška din Novi Sad. 
Localizareas mormântului in cimitirul Almaška Groblje

## Realizări

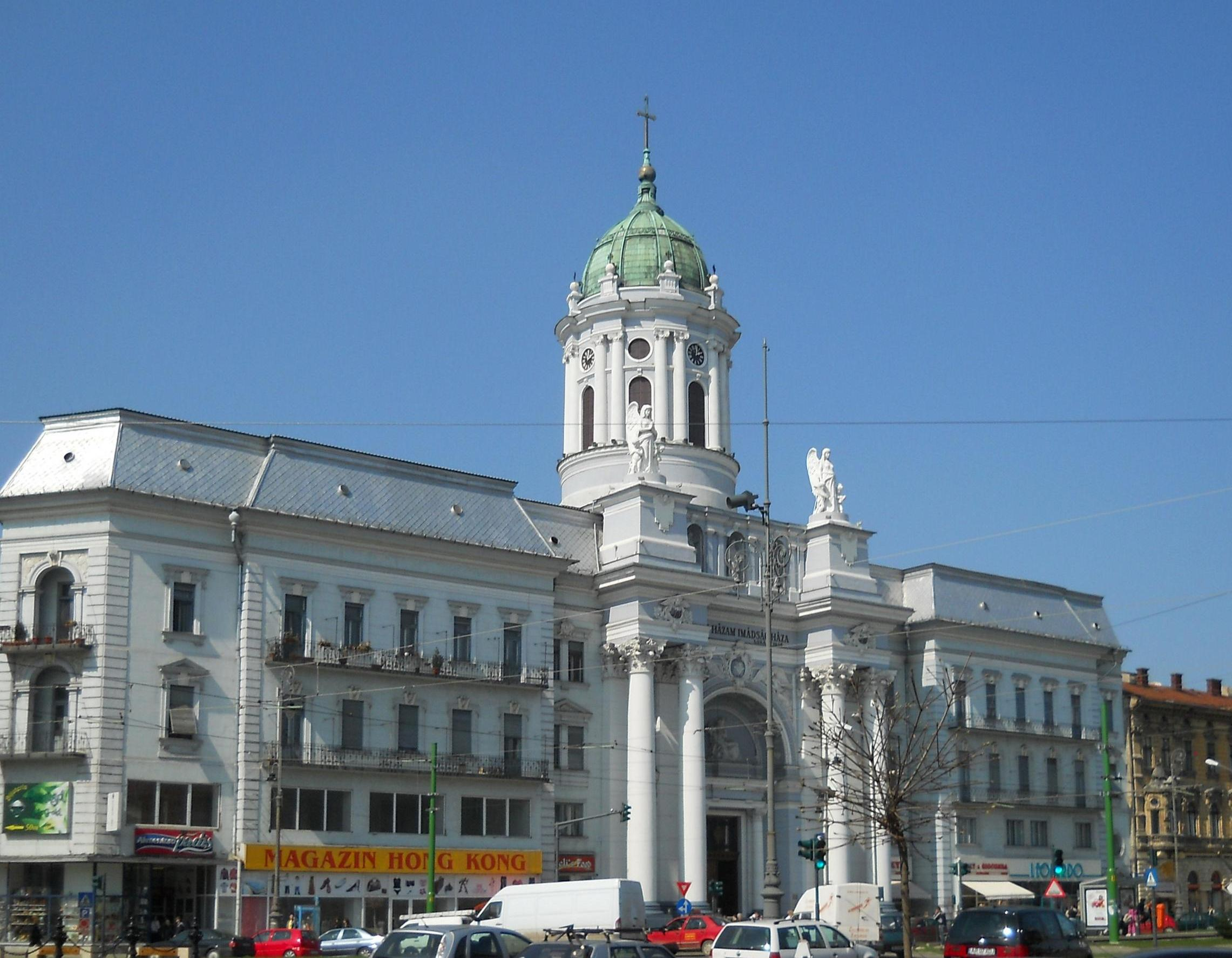
Biserica „Sfântul Anton de Padova” din Arad
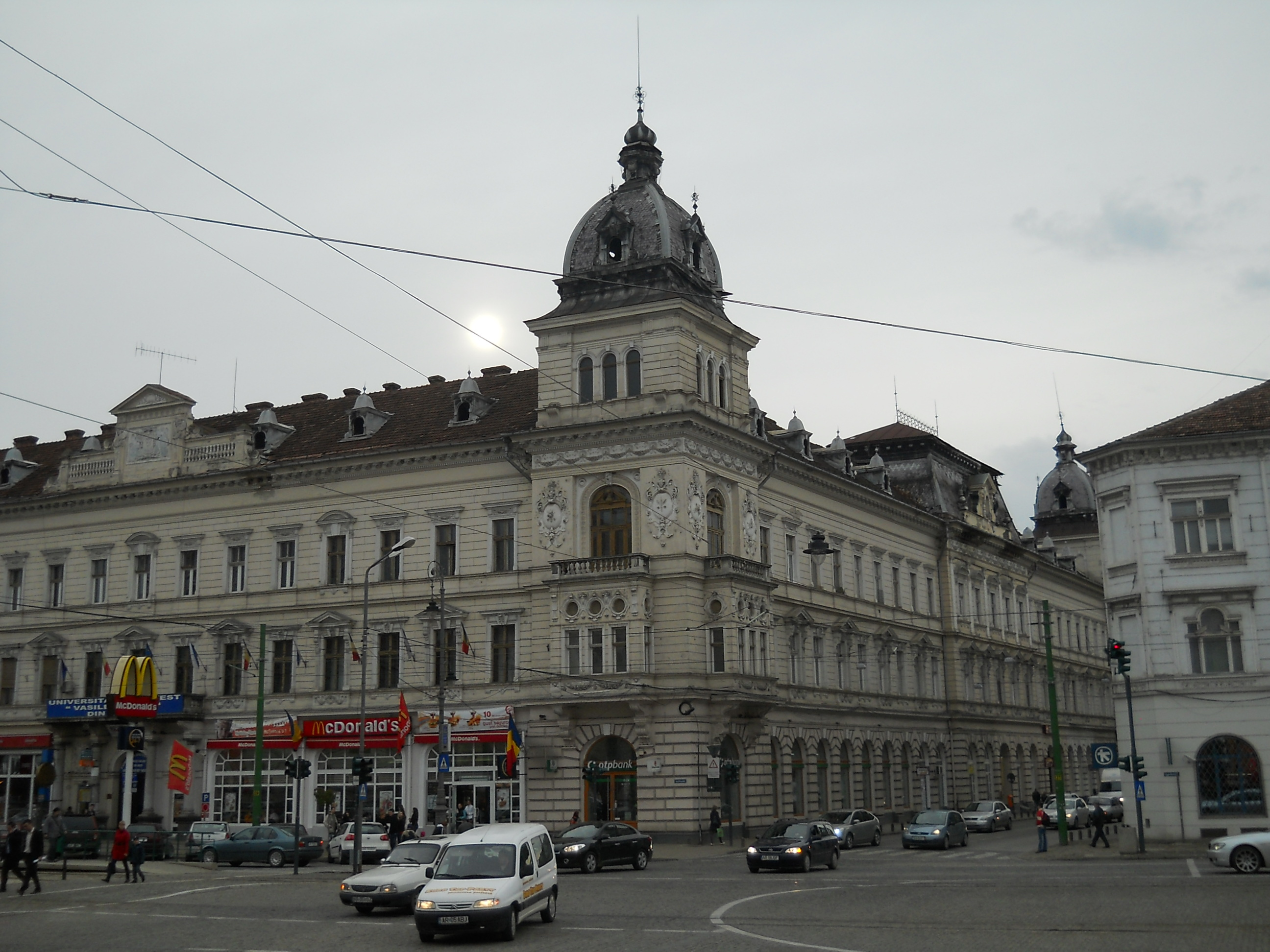
Palatul Neumann din Arad
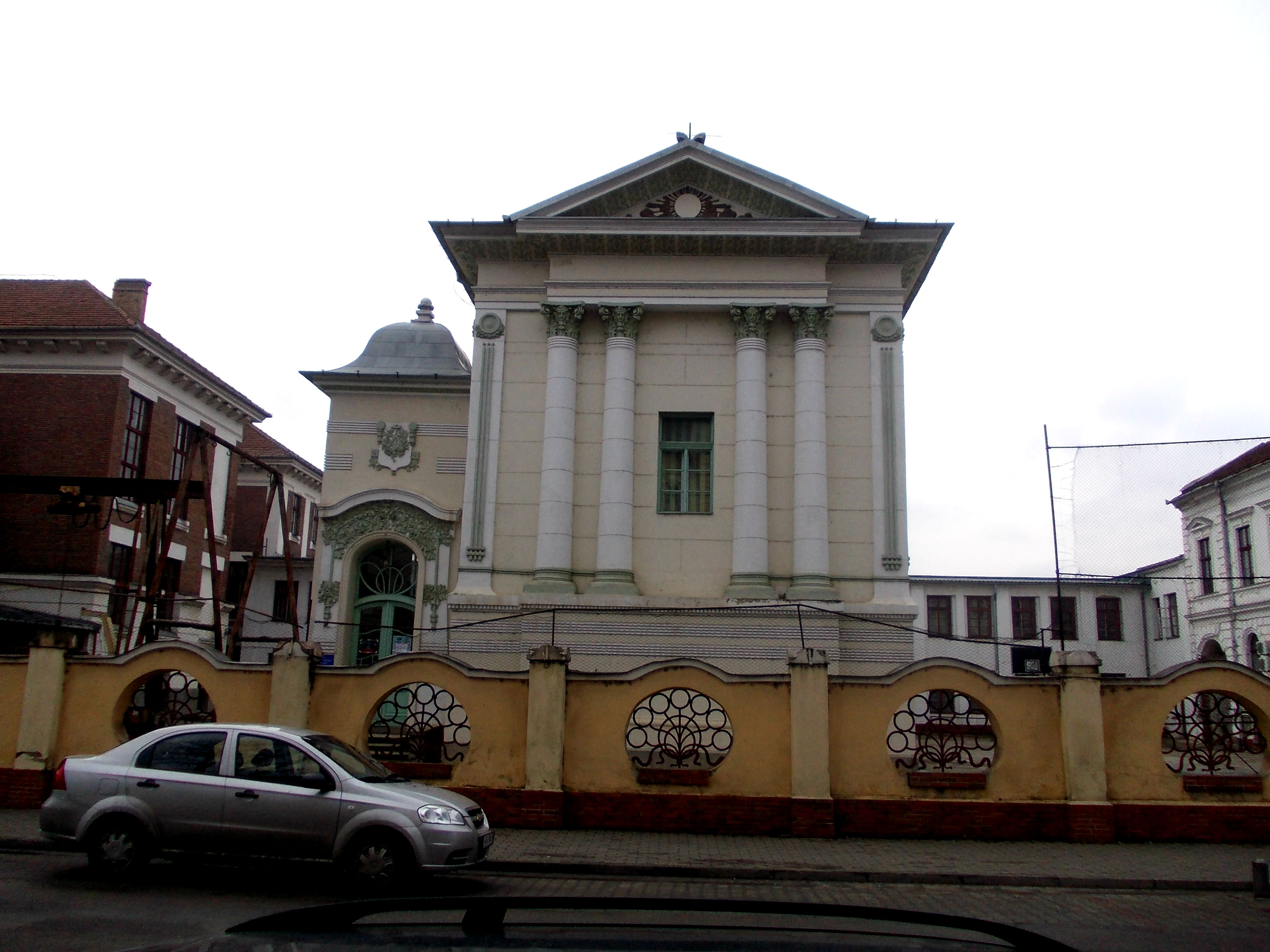
Templul Masonilor din Arad
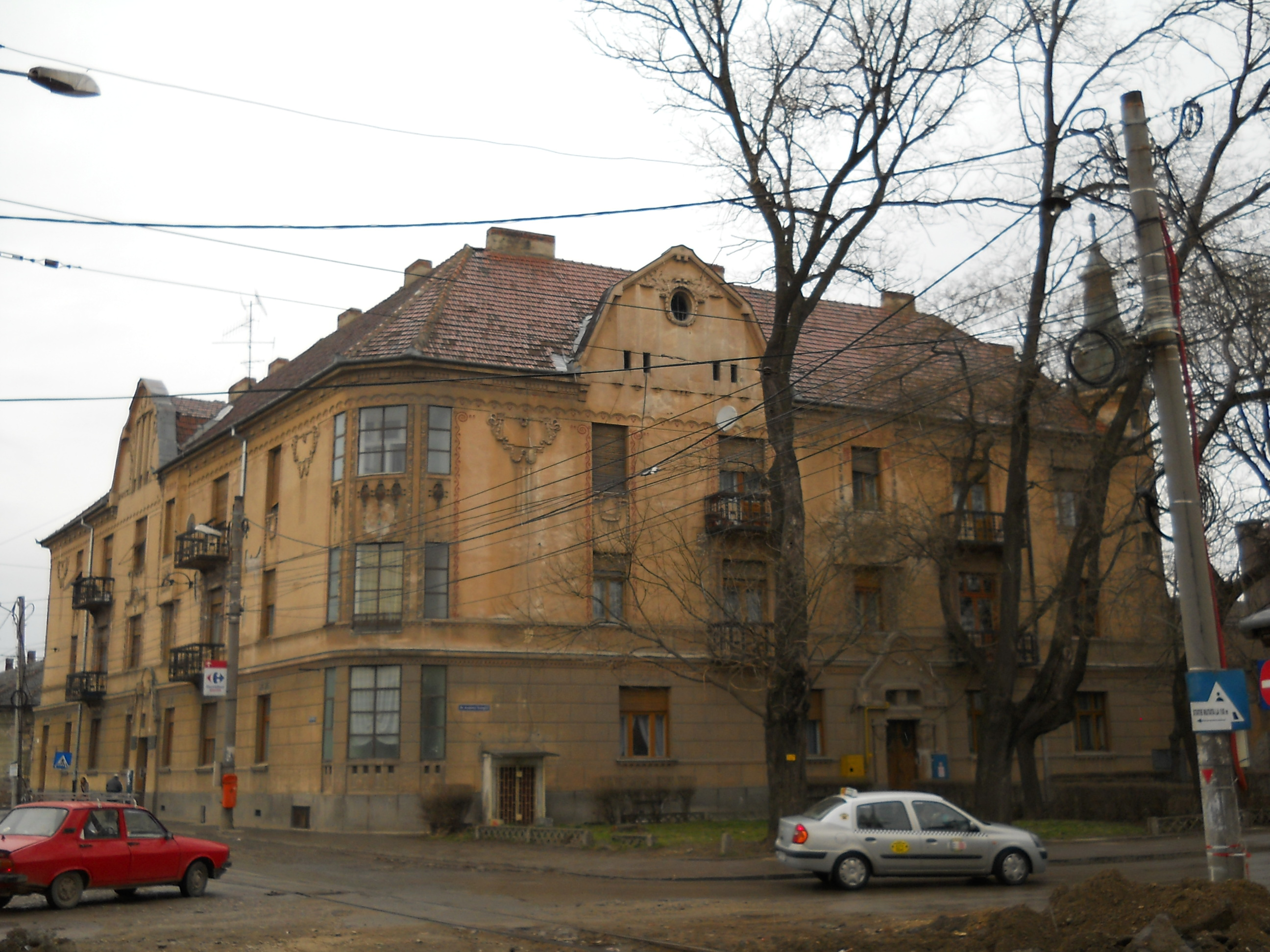
Palatul sârbesc din Arad
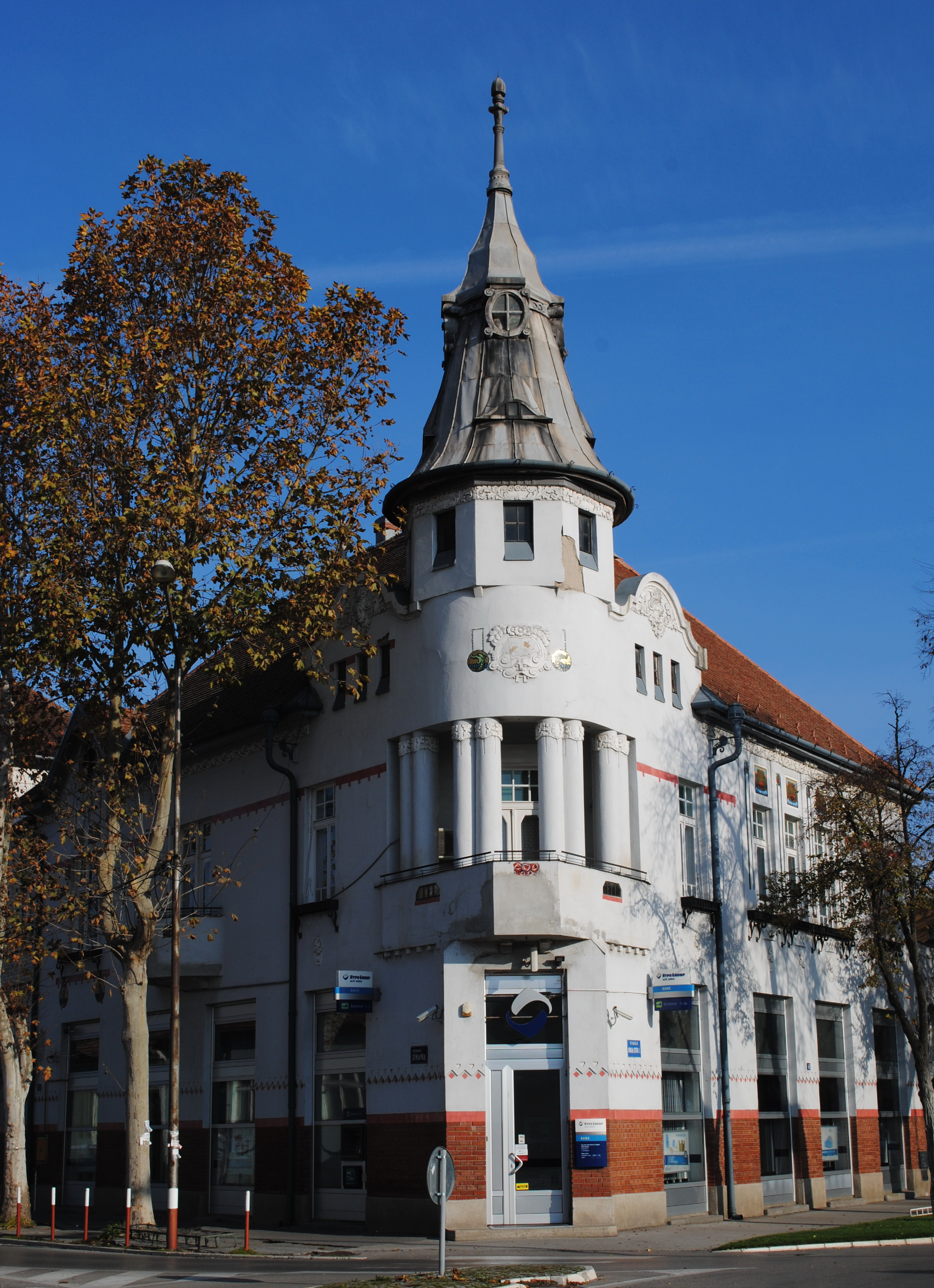
Palatul Lepedat din Chichinda Mare